# Industrie sucrière

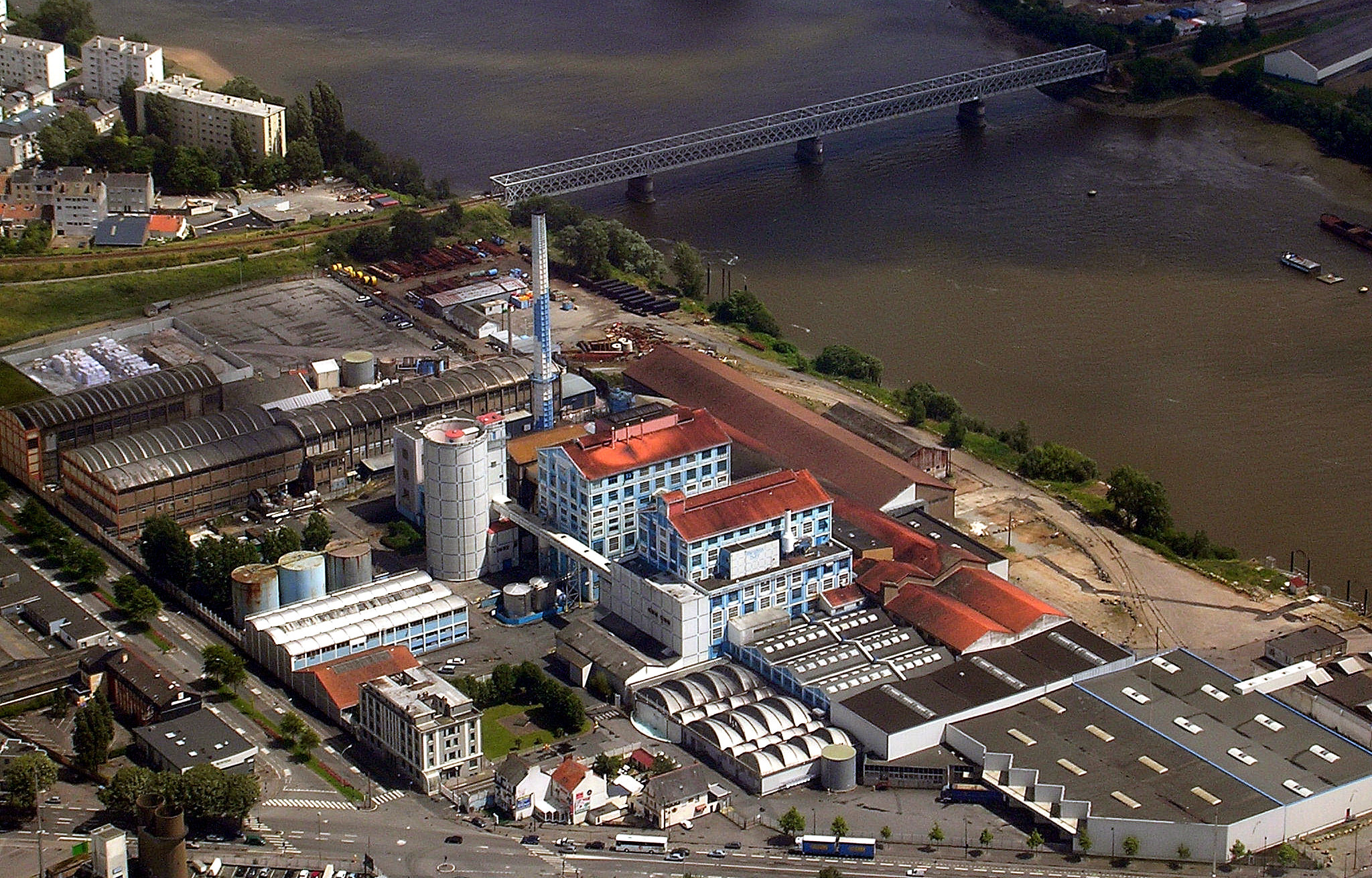
Vue aérienne de l'ancienne raffinerie Tereos (ex-Béghin-Say), sur l'île de Nantes, à Nantes.

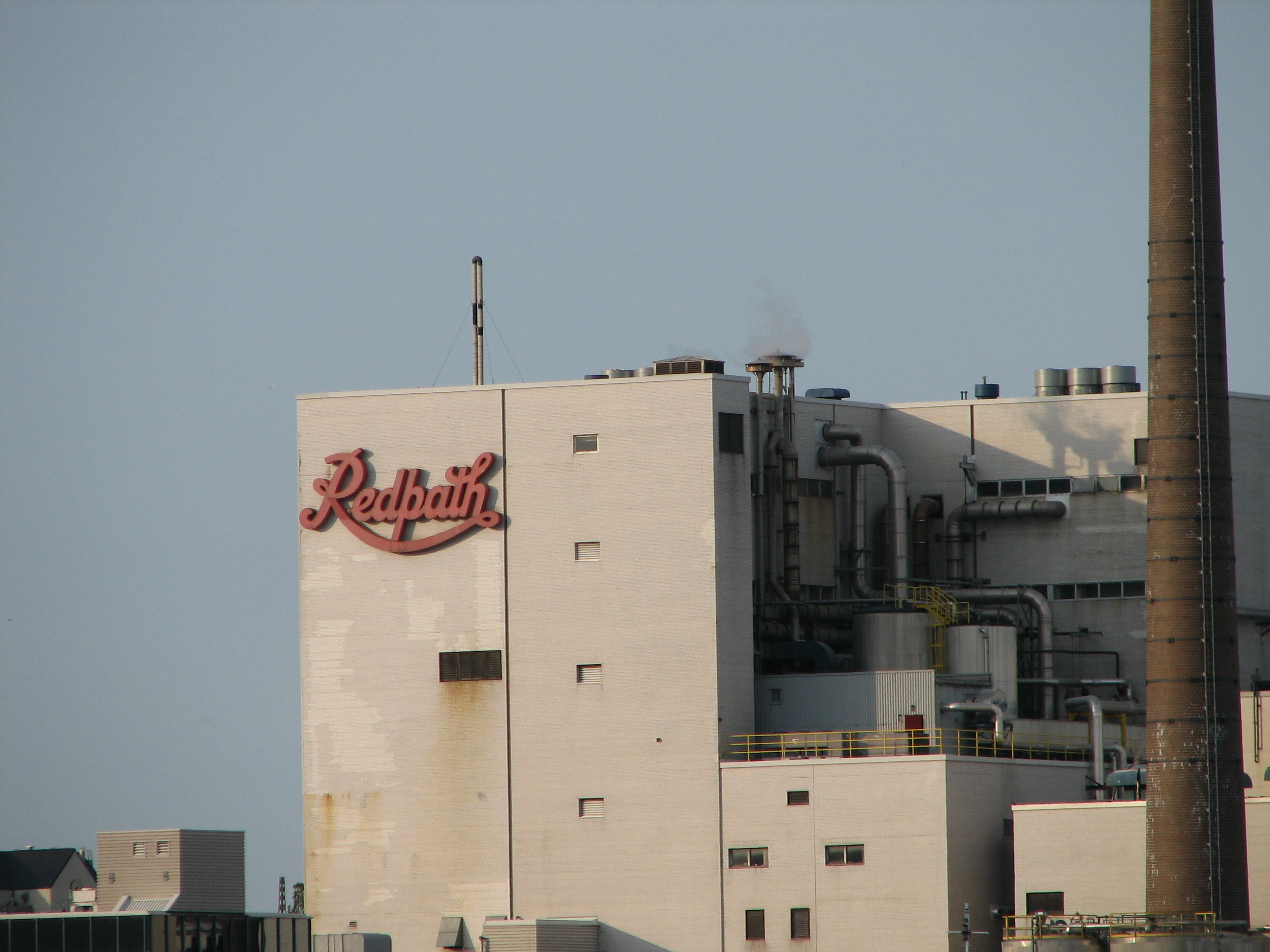
Raffinerie de la sucrerie Redpath à Toronto (Canada)

L'industrie sucrière est l'industrie qui produit du sucre à partir de plantes telles que la canne à sucre ou la betterave. Elle se développe d'abord avec la canne à sucre dans les colonies européennes des Caraïbes et des Mascareignes, puis est relayée par l'industrie betteravière qui apparaît en Europe dans le courant du XIXe siècle. Ses principales installations sont les usines sucrières.

## Principaux producteurs
Les cinq premiers producteurs de sucre en 2016-2017 sont le Brésil, l'Inde, l'Union européenne, la Chine et la Thaïlande. Le principal exportateur de sucre est le Brésil, suivi à distance par la Thaïlande, l'Australie et le Guatemala. Les principaux importateurs sont la Chine, l'Indonésie et l'Union européenne.
| Production de sucre brut centrifugé (canne et betterave) par pays en millions de tonnes en 2002 et 2013 | Production de sucre brut centrifugé (canne et betterave) par pays en millions de tonnes en 2002 et 2013 | Production de sucre brut centrifugé (canne et betterave) par pays en millions de tonnes en 2002 et 2013 | Production de sucre brut centrifugé (canne et betterave) par pays en millions de tonnes en 2002 et 2013 | Production de sucre brut centrifugé (canne et betterave) par pays en millions de tonnes en 2002 et 2013 | Production de sucre brut centrifugé (canne et betterave) par pays en millions de tonnes en 2002 et 2013 | Production mondiale de sucre en tonnes du système international                                                        |
| --- | --- | --- | --- | --- | --- | --- |
| | Pays | 2002 | 2002 | 2014 | 2014 | Pour des raisons techniques, il est temporairement impossible d'afficher le graphique qui aurait dû être présenté ici. |
| 1 | Brésil                                                                                                  | 23,810                                                                                                  | 16,2 %                                                                                                  | 37,3 | 21,1 %                                                                                                  | Pour des raisons techniques, il est temporairement impossible d'afficher le graphique qui aurait dû être présenté ici. |
| 2 | Inde | 20,475                                                                                                  | 13,9 %                                                                                                  | 26,6 | 15,0 %                                                                                                  | Pour des raisons techniques, il est temporairement impossible d'afficher le graphique qui aurait dû être présenté ici. |
| 3 | Chine                                                                                                   | 11,8 | 8,0 %                                                                                                   | 11,6 | 6.6 %                                                                                                   | Pour des raisons techniques, il est temporairement impossible d'afficher le graphique qui aurait dû être présenté ici. |
| 4 | Thaïlande                                                                                               | 6,494                                                                                                   | 4,4 %                                                                                                   | 10,0 | 5,6 %                                                                                                   | Pour des raisons techniques, il est temporairement impossible d'afficher le graphique qui aurait dû être présenté ici. |
| 5 | USA | 7,646                                                                                                   | 5,2 %                                                                                                   | 7,6 | 4,3 %                                                                                                   | Pour des raisons techniques, il est temporairement impossible d'afficher le graphique qui aurait dû être présenté ici. |
| 6 | Mexique                                                                                                 | 5,073                                                                                                   | 3,5 %                                                                                                   | 6,0 | 3,4 %                                                                                                   | Pour des raisons techniques, il est temporairement impossible d'afficher le graphique qui aurait dû être présenté ici. |
| 7 | Pakistan                                                                                                | 3,529                                                                                                   | 2,4 %                                                                                                   | 6.1 | 3.5 %                                                                                                   | Pour des raisons techniques, il est temporairement impossible d'afficher le graphique qui aurait dû être présenté ici. |
| 8 | Russie                                                                                                  | 1,7 | 1,2 %                                                                                                   | 5.2 | 3.0 %                                                                                                   | Pour des raisons techniques, il est temporairement impossible d'afficher le graphique qui aurait dû être présenté ici. |
| 9 | France                                                                                                  | 5,1 | 3,5 %                                                                                                   | 4,7 | 2,6 %                                                                                                   | Pour des raisons techniques, il est temporairement impossible d'afficher le graphique qui aurait dû être présenté ici. |
| 10 | Australie                                                                                               | 4,987                                                                                                   | 3,4 %                                                                                                   | 4,3 | 2,4 %                                                                                                   | Pour des raisons techniques, il est temporairement impossible d'afficher le graphique qui aurait dû être présenté ici. |
| 11 | Allemagne                                                                                               | 4,395                                                                                                   | 3 % | 4.6 | 2,6 %                                                                                                   | Pour des raisons techniques, il est temporairement impossible d'afficher le graphique qui aurait dû être présenté ici. |
| 12 | Guatemala                                                                                               | 1,910                                                                                                   | 1,3 %                                                                                                   | 2,7 | 1,5 %                                                                                                   | Pour des raisons techniques, il est temporairement impossible d'afficher le graphique qui aurait dû être présenté ici. |
| 13 | Afrique du Sud                                                                                          | 2,626                                                                                                   | 1,8 %                                                                                                   | 2,2 | 1,2 %                                                                                                   | Pour des raisons techniques, il est temporairement impossible d'afficher le graphique qui aurait dû être présenté ici. |
| 14 | Philippines                                                                                             | 1,949                                                                                                   | 1,3 %                                                                                                   | 2,3 | 1,3 %                                                                                                   | Pour des raisons techniques, il est temporairement impossible d'afficher le graphique qui aurait dû être présenté ici. |
| 15 | Turquie                                                                                                 | 2,345                                                                                                   | 1,6 %                                                                                                   | 2,2 | 1,2 %                                                                                                   | Pour des raisons techniques, il est temporairement impossible d'afficher le graphique qui aurait dû être présenté ici. |
| Total monde                                                                                             | Total monde                                                                                             | 146,864                                                                                                 | 100 %                                                                                                   | 176,9                                                                                                   | 100 %                                                                                                   | |

## Lobbying et marketing
L’industrie sucrière est engagée dans le marketing du sucre et le lobbying, notamment en luttant contre les initiatives visant à réduire sa consommation, en minimisant les effets du sucre sur la santé, en créant une controverse et en influençant les recommandations en matière de recherche médicale et de santé publique,,,,,,,,,.

## L'industrie sucrière en France

### Historique
L'approvisionnement du sucre de canne en provenance des colonies est bloqué à partir de 1806, date à laquelle Napoléon Bonaparte décrète contre l'Angleterre le Blocus continental. Un appel d'offres est lancé par l'État en mars 1811 en vue de trouver le moyen de transformer le sucre à partir de la betterave. En janvier 1812, Benjamin Delessert livre à l'Empereur le premier pain de sucre produit de la sorte dans l'une de ses usines textiles reconvertie en sucrerie.
La filière est immédiatement lancée : plantation de 100 000 hectares de betteraves, distribution de 500 licences de producteur, octroi de bourses pour les étudiants. L'activité est localisée dans les grandes plaines de culture du Nord de la France, sous la forme de petits ateliers en lien avec des exploitants agricoles.
L'abolition de l'esclavage en 1848 déstabilise les modes de production coloniaux et le sucre de betterave l'emporte définitivement sur le sucre de canne.
En 2017, la France est le 10e producteur mondial de sucre (les deux premiers producteurs étant le Brésil et l'Inde) et le 1er producteur européen. La filière betterave-canne-sucre emploie 44 500 personnes et génère un chiffre d'affaires de 3,8 milliards d'euros.

### France métropolitaine
- Béghin-Say : résultat en 1973 de la fusion de la société F. Béghin (Fondée en 1821) et des établissements Say. En 2003, le groupe Beghin-Say a été absorbé pour devenir Tereos (marque Béghin-Say).
- Saint Louis Sucre (fait partie du groupe allemand Südzucker) (marque Saint-Louis Sucre).
- Erstein (fait partie du groupe Français Cristal Union) (marques Daddy et Erstein)
- Giraudon[16] (Vitrolles)

La France est le premier producteur mondial de sucre de betterave.
Il y a vingt-cinq sucreries en France en 2017 dont six sucreries en Picardie (première région française avec deux dans l'Aisne, une dans l'Oise et deux dans la Somme).

### Île de la Réunion

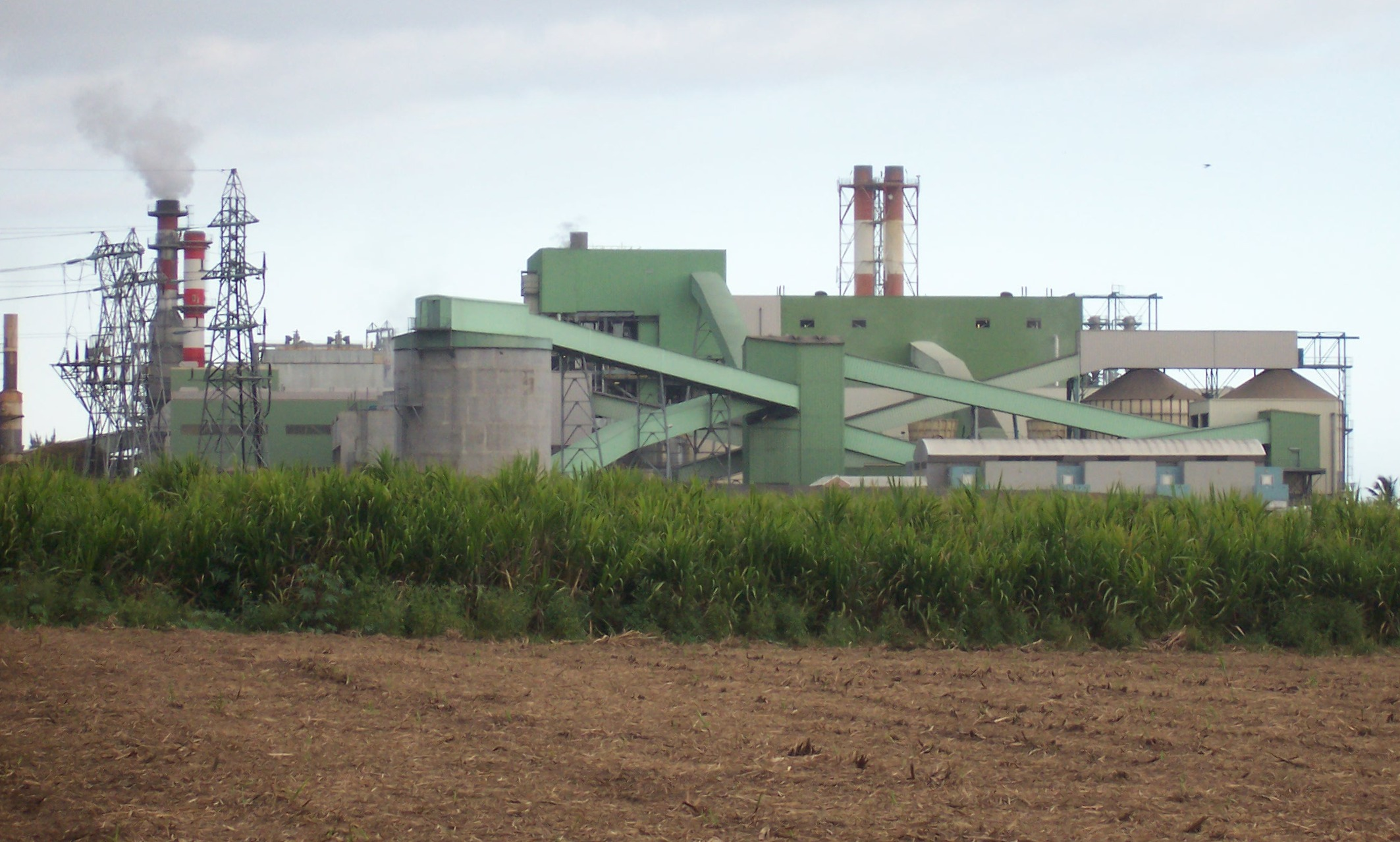
L'usine du Gol, une usine sucrière de l'île de La Réunion.

- L'usine du Gol, une usine sucrière de l'île de La Réunion.
- L’usine de Bois-Rouge

### Archipel de la Guadeloupe
- L'usine du Moule
- L'usine de Grand'Anse

### Ile de la Martinique
- L'usine du Galion

## Industrie sucrière internationale

### Europe
La France, avec Tereos (Beghin Say, la Perruche), Cristal Union (Daddy) et Saint Louis Sucre reste le premier producteur européen en 2017.
Le 1er octobre 2017, l'Union européenne met un terme aux quotas sucriers (mis en place en 1968, ils avaient pour mission de garantir la production) à un moment où le marché mondial est excédentaire et où la consommation de sucre augmente fortement dans les pays émergents.

#### Allemagne
- Nordzucker (Brunswick)
- Pfeifer & Langen (Cologne)
- Südzucker (Mannheim)

#### Belgique
- Raffinerie tirlemontoise (fait partie du groupe allemand Südzucker)
- ISCAL Sugar (fait partie du groupe Finasucre)

#### Danemark
- Nordic Sugar (fait partie du groupe allemand Nordzucker AG)

#### Irlande
- Candico

### Brésil
Avec son sucre de canne, le Brésil est le premier producteur de sucre au monde, représentant 50 % des exportations mondiales.

### Thaïlande
Ce pays est le deuxième exportateur mondial.

### Algérie
La raffinerie de sucre du groupe algérien Cevital produit 2,7 millions de tonnes de sucre par an, ce qui en fait la raffinerie la plus importante au monde.
Cette raffinerie a doublé ses exportations de sucre blanc en passant de 377 000 tonnes à 600 000 tonnes en 2012. Le sucre est exporté vers l’Europe, le Moyen-Orient et l’Afrique.

### Maroc

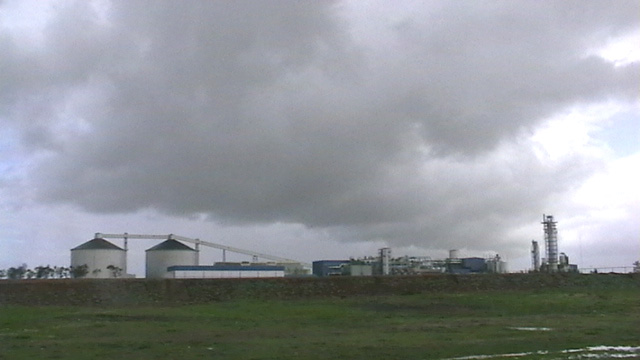
Raffinerie de Cosumar à Sidi Bennour (Maroc).

- Cosumar : fusion de 5 sociétés en 2005, Cosumar S.A., Suta, Sucrafor, Sunabel et Surac.

### Turquie
- Türkyie Seker Fabrikalari

## Dans la culture populaire
- Le Sucre, film réalisé par Jacques Rouffio, sorti en 1978